# Pilosocereus brasiliensis
Pilosocereus brasiliensis (Britton & Rose) Backeb. es una especie de planta fanerógama de la familia Cactaceae.

## Hábitat
Es endémica de Brasil en Espírito Santo y Río de Janeiro.

## Descripción
Pilosocereus brasiliensis crece de forma arbustiva con tallos verticales que están escasamente ramificados y alcanza un tamaño de 2 y 4 metros de altura. El tallo de color verde a gris-verdoso tiene  un diámetro de 4,5 a 5,5 centímetros y son solo ligeramente leñosos. Tiene 4 a 6 costillas disponibles, en las que hay ranuras transversales oblicuas. Las areolas se asientan en las jorobas. De ellas surge un pelo largo. Las espinas inicialmente de color marrón rojizo o amarillento-marrón tornan a canoso después. Tiene 1 a 3 espinas centrales verticales con 1 a 3,8 centímetros de longitud disponibles, que también puede ser omitido. Las espinas radiales de 4 a 15 desplegadas miden de 3 a 16 milímetros de largo. Las areolas están dispuestas dispersos sobre la longitud de los brotes. Las flores en forma de embudo son estrechas, blancas y miden hasta 4,5 cm de largo y tiene un diámetro de 2,5 a 3 centímetros. Los frutos son esféricos deprimidos  de hasta 2 centímetros de largo y que contiene una pulpa de color magenta.

## Taxonomía
Pilosocereus brasiliensis fue descrita por (Britton & Rose) Backeb. y publicado en Brasil. Sauelenkakteen 105. 1933
Etimología
Pilosocereus: nombre genérico que deriva de la  palabra  griega:
pilosus que significa "peludo" y Cereus un género de las cactáceas, en referencia a que es un Cereus peludo.
brasiliensis: epíteto geográfico que alude a su localización en Brasil.
Variedad aceptada
- Pilosocereus brasiliensis subsp. ruschianus (Buining & Brederoo) Zappi

Sinonimia
- Pilosocereus sublanatus
- Pilocereus sublanatus
- Cereus brasiliensis
- Cephalocereus brasiliensis
- Pilocereus brasiliensis
- Cereus sublanatus[2]